# Julia Kernová
Julia Kernová, nepřechýleně Kern, (* 12. září 1997 Berkeley) je americká běžkyně na lyžích.

## Výsledky

### Výsledky ve Světovém poháru
| Sezóna  | Věk | Sezónní výsledky | Sezónní výsledky | Sezónní výsledky | Sezónní výsledky | Výsledky na Ski Tour | Výsledky na Ski Tour | Výsledky na Ski Tour | Výsledky na Ski Tour |
| Sezóna  | Věk | Celkově          | Distance         | Sprinty          | U23              | Nordic Opening       | Tour de Ski          | Ski Tour 2020        | WC Final             |
| ------- | --- | ---------------- | ---------------- | ---------------- | ---------------- | -------------------- | -------------------- | -------------------- | -------------------- |
| 2016/17 | 19  | 102.             | NC               | 73.              | 19.              | —                    | —                    | —                    | 46.                  |
| 2017/18 | 20  | NC               | NC               | NC               | NC               | 73.                  | —                    | —                    | —                    |
| 2018/19 | 21  | 73.              | 77.              | 42.              | 14.              | —                    | —                    | —                    | 43.                  |
| 2019/20 | 22  | 40.              | 53.              | 19.              | 6.               | 49.                  | DNF                  | 30.                  | —                    |
| 2020/21 | 23  | 45.              | 79.              | 20.              | —                | 50.                  | 38.                  | —                    | —                    |
| 2021/22 | 24  | 20.              | 44.              | 8.               | —                | —                    | DNF                  | —                    | —                    |
| 2022/23 | 25  | 14.              | 37.              | 7.               | —                | —                    | 20.                  | —                    | —                    |
| 2023/24 | 26  | 25.              | 34.              | 12.              | —                | —                    | DNF                  | —                    | —                    |

### Výsledky na OH
| Rok  | Věk | 10 km | 15 km skiatlon | 30 km hromadný start | sprint | 4 × 5 km štafeta | sprint dvojic |
| ---- | --- | ----- | -------------- | -------------------- | ------ | ---------------- | ------------- |
| 2022 | 24  | —     | 53.            | —                    | 18.    | —                | —             |

### Výsledky na MS
| Rok  | Věk | 10 km | 15 km skiatlon | 30 km hromadný start | Sprint | 4 × 5 km štafeta | Sprint dvojic |
| ---- | --- | ----- | -------------- | -------------------- | ------ | ---------------- | ------------- |
| 2019 | 21  | —     | 19.            | —                    | 23.    | 5.               | —             |
| 2021 | 23  | —     | —              | —                    | 36.    | —                | —             |
| 2023 | 25  | 34.   | —              | 27.                  | 8.     | 5.               | 3.            |